# Kim Gwong-hyong
Kim Gwong-hyong (ur. 1 marca 1946) – północnokoreański zapaśnik walczący w stylu wolnym. Brązowy medalista olimpijski z Monachium.
Zawody w 1972 były jego jedynymi igrzyskami olimpijskimi. Po brąz sięgnął w wadze do 52 kilogramów.